# Safia argentogrisea
Safia argentogrisea là một loài bướm đêm trong họ Noctuidae.